# Tasso atteso di crescita dei dividendi
Il tasso di crescita dei dividendi è il tasso con cui un'azienda trattiene gli utili per reinvestirli

## Calcolo contabile
Definito EPS l'utile per azione; 
definito poi CES com l'equity contabile per azione ossia il valore di capitalizzazione di tutta l'azienda risultante dai calcoli contabili diviso il numero delle azioni dell'azienda presenti sul mercato
si ha che la formula che misura la redditività generale degli investimenti dell'azienda è il
ROE=EPS/CES
Ossia la redditività è data dagli utili prodotti da un'azienda in un anno diviso la sua capitalizzazione complessiva ad inizio anno.
Se un'azienda ha un return on equity (ROE) del 10% e ha un tasso di ritenzione degli utili (TRU) del 60%, si avrà che l'anno venturo - posto che il ROE resti stabile - gli utili saranno cresciuti, rispetto all'anno attuale, di 0.1 X 0.6= 6%
Si può quindi generalizzare la formula affermando che il tasso atteso di crescita dei dividendi g è dato da:
g = ROE x TRU

## Dimostrazione
Definiamo come g il tasso di crescita dei dividendi:
{\displaystyle DIV_{1}=DIV_{0}*(1+g)}
Facciamo l'ipotesi che il tasso di ritenzione degli utili non cambi nel tempo.
Possiamo inoltre scrivere che tutta la quantità reinvestita il prossimo anno aumenterà gli utili nel seguente modo:
{\displaystyle E_{1}=E_{0}(E_{0}-DIV_{0})ROE}
possiamo quindi, da quest'ultima espressione scrivere:
{\displaystyle E_{1}=E_{0}+E_{0}(1-Pr)ROE}
dove Pr è ikl pay-out-ratio ovvero 1 - TRU ovvero
{\displaystyle E_{1}-E_{0}=E_{0}RrROE}
dove Rr è il retention rate o tasso di ritenzione degli utili infine otteniamo:
{\displaystyle {\frac {(E_{1}-E_{0})}{E_{0}}}=RrROE}
ricordando che il tasso di ritenzione degli utili è costante allora possiamo scrivere:
{\displaystyle {\frac {DIV_{1}}{Rr}}={\frac {DIV_{0}*(1+g)}{Rr}}}
quindi:
{\displaystyle E_{1}=E_{0}(1+g)}
da cui facilmente segue che:
{\displaystyle {\frac {(E_{1}-E_{0})}{E_{0}}}=g}
uguagliando le formule precedenti otteniamo:
{\displaystyle g=RrROE}